# Algezjologia
Algezjologia (ang. algiatry) – nauka zajmująca się badaniem i leczeniem bólu. Nauka ta zwana jest też dolorologią lub algologią. Ta ostatnia nazwa jest myląca, gdyż w języku polskim oznacza naukę o glonach, zwaną także fykologią.